# Jennifer Oeser
Jennifer Oeser (Brunsbüttel, 1983. november 29. –) német atléta.
Negyedik helyen végzett a 2006-os göteburgi Európa-bajnokságon a hétpróba számában. A pekingi olimpián tizenegyedikként zárt. Berlinben egyéni rekordot döntve, 6493 ponttal, kiegyensúlyozott teljesítményt nyújtva lett ezüstérmes a brit Jessica Ennis mögött.

## Egyéni legjobbjai
- 100 méter gát - 13,50
- Magasugrás - 1,86 méter
- Súlylökés - 14,29 méter
- 200 méter - 24,30
- Távolugrás - 6,50 méter
- Gerelyhajítás - 48,52 méter
- 800 méter - 2:11,33
- Hétpróba - 6493 pont